# 17472 Dinah
17472 Dinah è un asteroide della fascia principale. Scoperto nel 1991, presenta un'orbita caratterizzata da un semiasse maggiore pari a 2,3354453 UA e da un'eccentricità di 0,0570909, inclinata di 8,36522° rispetto all'eclittica.